# CFDP1
CFDP1 (англ. Craniofacial development protein 1) – білок, який кодується однойменним геном, розташованим у людей на короткому плечі 16-ї хромосоми. Довжина поліпептидного ланцюга білка становить 299 амінокислот, а молекулярна маса — 33 593.
| 10         |  | 20         |  | 30         |  | 40         |  | 50         |
| ---------- |  | ---------- |  | ---------- |  | ---------- |  | ---------- |
| MEEFDSEDFS |  | TSEEDEDYVP |  | SGGEYSEDDV |  | NELVKEDEVD |  | GEEQTQKTQG |
| KKRKAQSIPA |  | RKRRQGGLSL |  | EEEEEEDANS |  | ESEGSSSEEE |  | DDAAEQEKGI |
| GSEDARKKKE |  | DELWASFLND |  | VGPKSKVPPS |  | TQVKKGEETE |  | ETSSSKLLVK |
| AEELEKPKET |  | EKVKITKVFD |  | FAGEEVRVTK |  | EVDATSKEAK |  | SFFKQNEKEK |
| PQANVPSALP |  | SLPAGSGLKR |  | SSGMSSLLGK |  | IGAKKQKMST |  | LEKSKLDWES |
| FKEEEGIGEE |  | LAIHNRGKEG |  | YIERKAFLDR |  | VDHRQFEIER |  | DLRLSKMKP  |

A: Аланін

D: Аспарагінова кислота

E: Глутамінова кислота

F: Фенілаланін

G: Гліцин

H: Гістидин

I: Ізолейцин

K: Лізин

L: Лейцин

M: Метіонін

N: Аспарагін

P: Пролін

Q: Глутамін

R: Аргінін

S: Серин

T: Треонін

V: Валін

W: Триптофан

Кодований геном білок за функціями належить до білків розвитку, фосфопротеїнів. 
Задіяний у такому біологічному процесі, як альтернативний сплайсинг. 
Локалізований у хромосомах, центромерах, кінетохорі.